# Laulne
Laulne és un municipi francès situat al departament de la Manche i a la regió de Normandia. L'any 2007 tenia 155 habitants.

## Demografia

### Població
El 2007 la població de fet de Laulne era de 155 persones. Hi havia 68 famílies de les quals 20 eren unipersonals (12 homes vivint sols i 8 dones vivint soles), 16 parelles sense fills, 20 parelles amb fills i 12 famílies monoparentals amb fills.
La població ha evolucionat segons el següent gràfic:
Habitants censats

### Habitatges
El 2007 hi havia 107 habitatges, 72 eren l'habitatge principal de la família, 14 eren segones residències i 20 estaven desocupats. Tots els 107 habitatges eren cases. Dels 72 habitatges principals, 58 estaven ocupats pels seus propietaris, 13 estaven llogats i ocupats pels llogaters i 1 estava cedit a títol gratuït; 6 tenien dues cambres, 10 en tenien tres, 13 en tenien quatre i 43 en tenien cinc o més. 54 habitatges disposaven pel capbaix d'una plaça de pàrquing. A 35 habitatges hi havia un automòbil i a 29 n'hi havia dos o més.

### Piràmide de població
La piràmide de població per edats i sexe el 2009 era:
| Homes | Edats   | Dones |
| ----- | ------- | ----- |
| 0     | 95 o +  | 0     |
| 0     | 90 a 94 | 0     |
| 0     | 85 a 89 | 4     |
| 0     | 80 a 84 | 0     |
| 4     | 75 a 79 | 0     |
| 0     | 70 a 74 | 12    |
| 8     | 65 a 69 | 8     |
| 4     | 60 a 64 | 8     |
| 0     | 55 a 59 | 4     |
| 8     | 50 a 54 | 8     |
| 0     | 45 a 49 | 4     |
| 12    | 40 a 44 | 8     |
| 12    | 35 a 39 | 0     |
| 8     | 30 a 34 | 8     |
| 0     | 25 a 29 | 0     |
| 4     | 20 a 24 | 4     |
| 8     | 15 a 19 | 4     |
| 12    | 10 a 14 | 8     |
| 8     | 5 a 9   | 4     |
| 4     | 0 a 4   | 4     |

## Economia
El 2007 la població en edat de treballar era de 97 persones, 72 eren actives i 25 eren inactives. De les 72 persones actives 65 estaven ocupades (40 homes i 25 dones) i 7 estaven aturades (5 homes i 2 dones). De les 25 persones inactives 12 estaven jubilades, 4 estaven estudiant i 9 estaven classificades com a «altres inactius».

### Ingressos
El 2009 a Laulne hi havia 70 unitats fiscals que integraven 153 persones, la mediana anual d'ingressos fiscals per persona era de 13.723 €.

### Activitats econòmiques
Dels 4 establiments que hi havia el 2007, 3 eren d'empreses de construcció i 1 d'una empresa de serveis.
Dels 3 establiments de servei als particulars que hi havia el 2009, 1 era un guixaire pintor, 1 fusteria i 1 lampisteria.
L'any 2000 a Laulne hi havia 27 explotacions agrícoles que ocupaven un total de 690 hectàrees.

## Poblacions més properes
El següent diagrama mostra les poblacions més properes.